# Impatiens exilis
Impatiens exilis är en balsaminväxtart som beskrevs av Joseph Dalton Hooker. Impatiens exilis ingår i släktet balsaminer, och familjen balsaminväxter. Inga underarter finns listade i Catalogue of Life.